# Saunemin
Saunemin is een plaats (village) in de Amerikaanse staat Illinois, en valt bestuurlijk gezien onder Livingston County.

## Demografie
Bij de volkstelling in 2000 werd het aantal inwoners vastgesteld op 456. In 2006 is het aantal inwoners door het United States Census Bureau geschat op 440, een daling van 16 (-3,5%).

## Geografie
Volgens het United States Census Bureau beslaat de plaats een oppervlakte van 0,6 km², geheel bestaande uit land. Saunemin ligt op ongeveer 210 m boven zeeniveau.

## Plaatsen in de nabije omgeving
De onderstaande figuur toont nabijgelegen plaatsen in een straal van 16 km rond Saunemin.